# Facundo
Facundo ist ein spanischer männlicher Vorname mit der Bedeutung „der Beredte, der Wortgewandte“, der gehäuft in Argentinien vorkommt.

## Verbreitung
In Deutschland wird der Name selten bei der Namenswahl berücksichtigt. Den Namen tragen in der Schweiz 47 Personen (Stand 2023). Der Name ist auch in Österreich selten anzutreffen, von 1984 bis 2023 wurde er nur ein Mal vergeben. In Spanien befand sich der Name von 1920 bis 1940 in den Top-500 der Hitlisten. Seine Vergabe ist auch in Dänemark und Schottland nachgewiesen. In den USA befindet sich der Name mindestens seit 1930 in den Vornamenscharts. Von 1930 bis 2023 wurde er etwa 180 Mal vergeben. Der Name kommt in Kanada seit Ende der 1980er Jahre hin und wieder in der Namensgebung vor.
Beliebt ist Facundo zur heutigen Zeit besonders in Südamerika. In Uruguay belegte der Name im Jahr 2022 den 21. Rang. In Chile ist der Name seit 2011 im Aufwärtstrend. Er stieg von Rang 97 auf Rang 15 im Jahr 2021.

## Namensträger

### Vorname
- Facundo Bacardí (1814–1886), spanisch-kubanischer Spirituosenhersteller
- Facundo Bagnis (* 1990), argentinischer Tennisspieler
- Facundo Bazzi (* 1982), argentinischer Straßenradrennfahrer
- Facundo Bertoglio (* 1990), argentinischer Fußballspieler
- Facundo Buonanotte (* 2004), argentinischer Fußballspieler
- Facundo Cabral (1937–2011), argentinischer Liedermacher, Songwriter und Schriftsteller
- Facundo Medina (* 1999), argentinischer Fußballspieler
- Facundo Pellistri (* 2001), uruguayischer Fußballspieler
- Facundo Pieres (* 1986), argentinischer Polospieler
- Facundo Quiroga (* 1978), argentinischer Fußballspieler
- Juan Facundo Quiroga (1788–1835), argentinischer Caudillo
- Facundo Gambandé (* 1990), argentinischer Schauspieler

### Familienname
- Héctor Facundo (1937–2009), argentinischer Fußballspieler

## Sonstiges
- São Facundo, Gemeinde im portugiesischen Distrikt Santarém
- Facundo (Chubut), Gemeinde im argentinischen Departamento Río Senguer